# Кучук-Дере
Кучук-Дере — курортний мікрорайон у місті Сочі Краснодарського краю. Входить до складу Лазаревського району міста-курорту Сочі.

## Географія
Мікрорайон знаходиться біля узбережжя Чорного моря, вздовж федеральної автотраси А-147 «Джубга-Адлер». Розташований за 34 км на південний схід від районного центру — Лазаревське, за 20 км на північ від Центрального Сочі і за 168 км на південь від міста Краснодар (по прямій). 
Межує з землями населених пунктів: Лоо на північ, Атарбеково на сході і Нижнє Уч-Дере на півдні. На заході мікрорайон омивається водами Чорного моря. Уздовж морського узбережжя проходить залізнична гілка Північно-Кавказької залізниці. 
Кучук-Дере розташований у передгірській лісистій місцевості. При віддаленні від узбережжя моря, поступово починають підніматися гірські гряди і вершини. Середні висоти на території аулу становлять 42 метри над рівнем моря. Абсолютні висоти досягають 150 метрів над рівнем моря. 
Гідрографічна мережа представлена в основному однойменною річкою Кучук-Дере і джерельними річками. В околицях мікрорайону ростуть дикі виногради, черешні, чинар і т.д. 
Клімат в мікрорайоні вологий субтропічний. Середньорічна температура повітря становить близько +14,0°С, з середніми температурами липня близько +24,5°С, і середніми температурами січня близько +6,5°С. Середньорічна кількість опадів становить близько 1500 мм. Основна частина опадів випадає в зимовий період. 

## Історія
Місцевість на якому нині розташовується мікрорайон Кучук-Дере до завершення Кавказької війни належала убихському суспільству — Вардане, яке в ході мухаджирства було повністю виселене в Османську імперію.
У 1869 році пониззя річки Кучук-Дере придбано в маєток російським ентомологом Олександром Олександровичем Старком.
В кінці XIX століття маєток Старка викуплено графом Шереметьєвим Сергієм Дмитровичем. Після Жовтневої революції в 1917 році, Шереметьєви покинули Росію.
У 1947 році в пониззі річки Кучук-Дере побудовано санаторій «Магадан», який став свого роду містоутворюючим для селища Кучук-Дере.
10 лютого 1961 рокуселище Кучук-Дере включений до складу міста-курорту Сочі, з присвоєнням населеному пункту статусу міського мікрорайону.
Нині мікрорайон Кучук-Дере часто вказується частиною села Нижнє Уч-Дере Верхнєлооського сільського округу, а у інших даних частиною селища Лоо.

## Інфраструктура
Основними об'єктами соціальної інфраструктури в мікрорайоні є — санаторій «Магадан» і музей-садиба на Підлісній. У північній околиці мікрорайону розташована середня школа № 77 міста Сочі. 

## Вулиці
Головними вулицями в мікрорайоні є — вулиця Декабристів і вулиця Астраханська, між якими розташована основна частина житлового сектора мікрорайону. 